# Fredrik Taube (1813–1888)
Fredrik Wilhelm Taube, född 9 juli 1813 på Åsbergby i Östuna socken, död 8 juni 1888 i Stockholm, var en svensk greve och militär.
Fredrik Taube var son till ryttmästaren Gustaf Didrik Taube och Anna Margareta Fredrika von Strokirch. Han blev kornett vid Livgardet till häst 1832, löjtnant där 1838, ryttmästare i regementet 1842 och stabsryttmästare 1845. Taube blev regementskvartermästare 1846, ryttmästare och skvadronschef 1848, överstelöjtnant och premiärmajor vid Livregementets husarkår 1855. Han blev överste 1858 och var 1858–1880 chef för Smålands husarregemente. Taube blev 1874 generalmajor i armén och erhöll sedan han erhållit avsked från posten som regementschef tillstånd att kvarstå som generalmajor i armén. Han blev 1854 riddare och 1865 kommendör av Svärdsorden samt 1858 riddare av Sankt Olavs orden.